# 大中臣能宣
大中臣 能宣（おおなかとみ の よしのぶ）は、平安時代中期の貴族・歌人。神祇大副・大中臣頼基の子。官位は正四位下・祭主・神祇大副。三十六歌仙の一人。

## 経歴
村上朝中期の天徳2年（958年）讃岐掾から神祇少祐に遷る。応和3年（963年）神祇権少副、安和元年（968年）神祇少副を経て、円融朝初頭の天禄元年（970年）叙爵。
天禄3年（972年）神祇大副兼祭主になると、天延2年（974年）従五位上、貞元2年（977年）正五位下、永観2年（984年）従四位下と昇進。寛和元年（985年）花山天皇の大嘗祭で従四位上、寛和2年（986年）一条天皇の大嘗祭で正四位下と祭主の労により叙位を受けている。
正暦2年（991年）8月に卒去。享年71。

## 人物
天暦5年（951年）梨壺の五人の一人に選ばれて和歌所寄人となり、『万葉集』の訓読と、『後撰和歌集』の撰集にあたった。冷泉天皇・円融天皇の大嘗会和歌を詠進したほか、円融天皇・花山天皇に家集を召されている。また歌合や屏風歌の制作でも活躍し、母娘二代の伊勢斎宮となった徽子女王・規子内親王家にも出入りした。
勅撰歌人として、『拾遺和歌集』（59首）以下の勅撰和歌集に124首が入集。家集に『能宣集』がある。

## 逸話
能宣が敦実親王（宇多帝の子）の子の日の祝いに招かれたとき、「千とせまで 限れる松も 今日よりは 君にひかれて よろづ代や経む」と歌を詠んだ。能宣はこの歌を自賛して父の頼基にこれを告げた。頼基は数度この歌を吟じたが、突然能宣に枕を投げつけて「帝に招かれたら、これ以上のどのような歌を詠むのだ」と怒鳴りつけたという。

## 官歴
注記のないものは「中臣氏系図」（『群書類従』巻第62所収）による。
- 時期不詳：讃岐掾
- 天徳2年（958年） 閏7月28日：神祇少祐、元讃岐掾、見六位
- 天徳3年（959年） 正月：神祇大祐
- 応和3年（963年） 9月：神祇権少副
- 安和元年（968年） 12月：神祇少副
- 天禄元年（970年） 11月：叙爵（従五位下）
- 天禄3年（972年） 閏2月：神祇大副。4月10日：祭主
- 天延2年（974年） 11月：従五位上
- 貞元2年（977年） 8月1日：正五位下（御祈賞）
- 永観2年（984年） 11月：従四位下
- 寛和元年（985年） 11月：従四位上（大嘗会賞）
- 寛和2年（986年） 11月：正四位下（同賞）
- 正暦2年（991年） 8月：卒去

## 系譜
- 父：大中臣頼基
- 母：不詳
- 妻：藤原清兼の娘
  - 男子：大中臣輔親（954-1038）
- 生母不明の子女
  - 男子：大中臣輔長
  - 男子：大中臣輔□（名不詳）
  - 男子：大中臣宣理（963-995）
  - 女子：源兼澄室